# Lithacodia mandarina
Lithacodia mandarina là một loài bướm đêm trong họ Noctuidae.